# Constant Tourné
Constant Tourné (ur. 30 grudnia 1955 w Willebroek) – belgijski kolarz torowy i szosowy, ośmiokrotny medalista torowych mistrzostw świata.

## Kariera
Pierwszy sukces w karierze Constant Tourné osiągnął w 1977 roku, kiedy zdobył złoty medal w wyścigu punktowym amatorów podczas torowych mistrzostw świata w San Cristóbal. W tej samej konkurencji był również najlepszy wśród zawodowców na rozgrywanych w 1980 roku mistrzostwach świata w Besançon. Cztery lata później, na mistrzostwach świata w Barcelonie Belg zdobył srebrny medal w derny, ulegając jedynie Danny'emu Clarkowi z Australii, a w wyścigu ze startu zatrzymanego był trzeci za Horstem Schützem z RFN i Szwajcarem Maxem Hürzelerem. Podobnie wypadł podczas mistrzostw świata w Colorado Springs, gdzie w obu konkurencjach był drugi - w derny najlepszy był Clark, a w wyścigu ze startu zatrzymanego zwyciężył Włoch Bruno Vicino. Na mistrzostwach świata w Gandawie Tourné został zdyskwalifikowany po tym, jak w jego organizmie wykryto amfetaminę. Ostatni medal Constant wywalczył w 1990 roku, na mistrzostwach świata w Maebashi, gdzie był najlepszy w derny. Ponadto startował w wyścigach szosowych, wygrywając głównie te organizowane w Belgii. Zdobywał również medale torowych mistrzostw kraju i wygrywał w zawodach cyklu Six Days.